# Lucky Luke (2009)
Lucky Luke, auch Lucky Luke – Der einsame Cowboy, ist eine 2009 entstandene Realverfilmung der bekannten gleichnamigen Comicserie von Morris. Regie führte James Huth, in der Hauptrolle spielte Jean Dujardin. Die Außenaufnahmen der 27-Millionen-Euro-Produktion entstanden während vier Monaten in Argentinien. Die deutschsprachige Fassung erschien Ende Oktober 2010 auf DVD.

## Handlung
Der einsame Cowboy Lucky Luke, der schneller zieht als sein Schatten, wird vom amerikanischen Präsidenten höchstselbst beauftragt, in dem Städtchen Daisy Town, das durch seine Lage an der Eisenbahnstrecke Anziehungspunkt für manches Gelichter ist, für die Wiederherstellung von Gesetz und Ordnung zu sorgen. Nach einem ersten Streit mit Todesfolge für seinen Gegner entwickelt er Skrupel, doch mit Hilfe von zwei Frauen und seinem sprechenden Pferd Jolly Jumper kann er seine Mission erfüllen. Im Laufe der Geschichte begegnet er Jesse James, Calamity Jane, Belle Starr und Billy the Kid.

## Kritik
Während die Cahiers du cinéma den Film nicht rezensierten, fragte Positif, ob man sich hier als erwachsener Zuschauer schneller als sein Schatten verziehen sollte. Das sehr langatmige Drehbuch gebe sich damit zufrieden, stereotype Situationen aneinanderzureihen, die als Vorwand für Grimassen in überdeutlichen Haltungen dienten, und die Bilder plagiierten Spiel mir das Lied vom Tod und andere Westernklassiker. Laut Les Echos kommt das Drehbuch nicht auf die Sprünge; die Schwäche des Films liege im anhaltenden Eindruck des Déjà-vu. Nur die Darsteller retteten das Vorhaben vor dem völligen Untergang. In L’Express hieß es, der Film wisse nicht, welchem Genre er sich widmen soll und habe kein Drehbuch, das diese Bezeichnung verdiene. Immerhin weise er gelungene Dekors auf, satte Bilder, einige Pointen und einen glaubhaften Dujardin. Le Point vermisste die „dummen Kräfte“ der Comicreihe, nämlich die Daltons und Rantanplan. Frankreich habe den Western nicht in den Genen, so dass nur die Möglichkeit der Parodie bleibe, was soweit gelinge; leider mische sich manchmal der Geist des Ernsthaften darunter. Die Erzählung entscheide sich nicht zwischen Spaghetti-Western und einem gebrochenen Helden. Das Aufgebot der Figuren Billy the Kid, Calamity Jane, Jesse James und Pat Poker mache sie zu einer Rumpelkammer, und sie schieße in alle Richtungen. Trotz guter Absichten schaffe der Film Verwirrung.
Das Lexikon des internationalen Films lobte, dass „sich die Grenzen zwischen rasantem Genrefilm und pop-theoretischer Parodie spielerisch reizvoll verschieben.“ Kino.de beschrieb Lucky Luke als „Gratwanderung zwischen respektvoller Parodie, entfesseltem Slapstick, surrealem Peyote-Trip und Hommage an den klassischen Italowestern.“
Cinema fand das Werk „schrill, bunt und schräg“.
Prisma urteilte über die „poppige Westernparodie“: „Auch wenn die Geschichte nur als dünner Faden für spaßige Nummern dient, sorgen die tollen Bilder und mitunter bemerkenswerten Spezial-Effekte für gute Unterhaltung.“